# Мехробод (Кушониёнский район)
Мехробод (тадж. Меҳробод; до 2012 — Кизил Шарк) — село в Кушониёнском районе Хатлонской области Республики Таджикистан. Входит в состав джамоата (сельской общины) Сарвати Истиклол Кушониёнского района.
Находится на расстоянии 8 км от райцентра (пгт. им. Исмоила Сомони) и 7 км до центра общины (с. им. Сироджа Фаттоева).
Население — 2123 чел. (2017).